# 10142 Sakka
A 10142 Sakka (ideiglenes jelöléssel 1993 VG1) a Naprendszer kisbolygóövében található aszteroida. A. Sugie fedezte fel 1993. november 15-én.